# رامبلر ربل

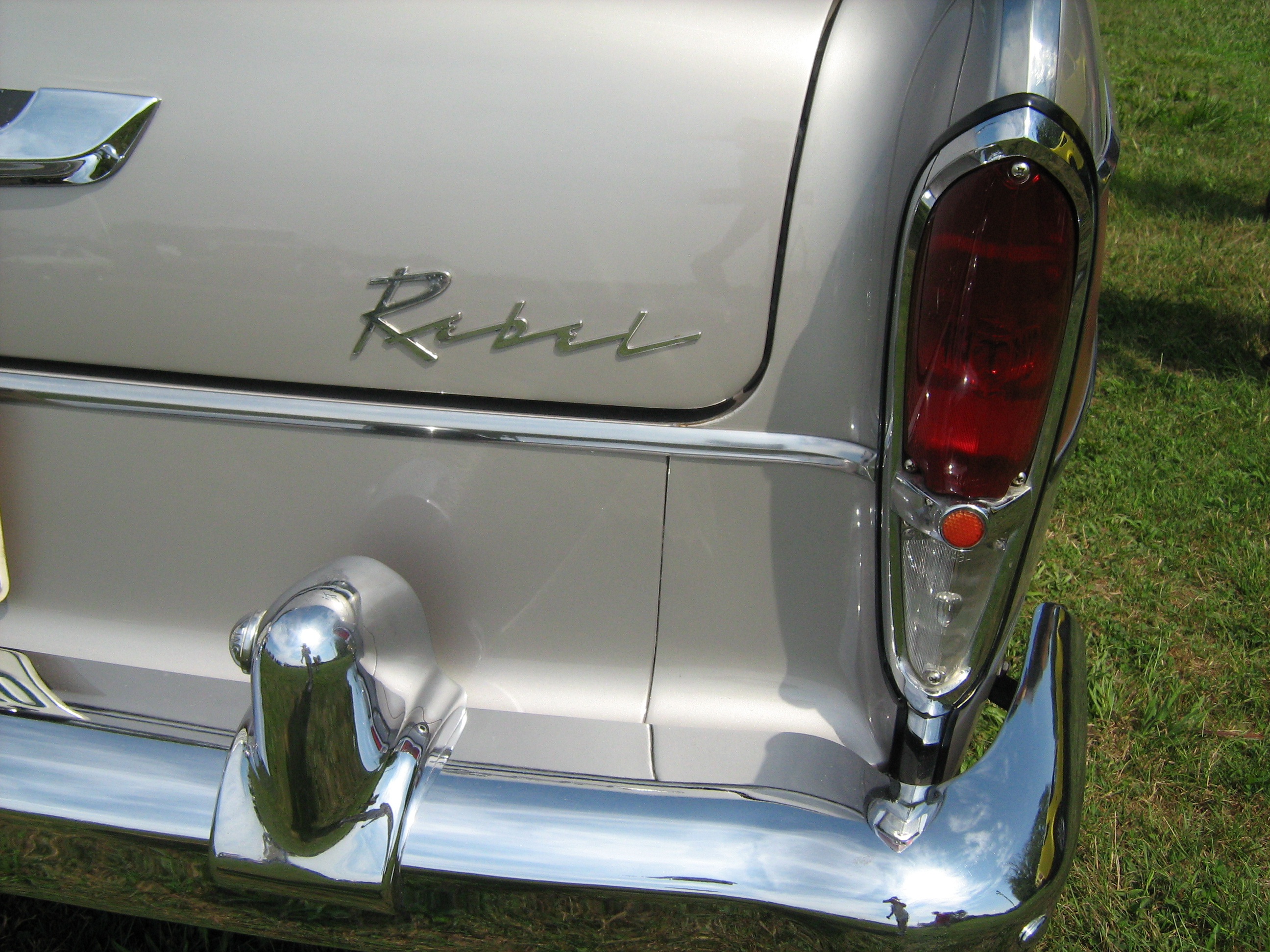

رامبلر ربل (Rambler Rebel) خودرویی است که در سال‌های ۱۹۵۷ تا ۱۹۶۰۱۹۶۶-۱۹۶۷تولید شده‌است. طراحی آن خودروهای موتور جلو-محور عقب بوده است.